# Chiesa di Santa Maria Maddalena (Brescia)
La chiesa di Santa Maria Maddalena era una chiesa di Brescia, situata a nord della chiesa di San Lorenzo. Costruita assieme all'attiguo monastero alla fine del XII secolo, è stata demolita nell'Ottocento dopo la chiusura del complesso e la sua alienazione a privati. Sopravvissuto alla distruzione è il muro perimetrale sud, che conserva ancora parte dell'originale ornamento quattrocentesco in cotto.

## Storia
La chiesa e l'attiguo monastero vengono edificati fra il 1150 e il 1153 dalla comunità laica delle suore Umiliate di Gambara, in prossimità del fiume Garza che scorreva verso il territorio suburbano. La dedicazione a Maria Maddalena era coerente con i valori perseguiti dalla nuova comunità femminile, il cui ideale di vita penitente si fondava sull'operosità e sul disprezzo delle ricchezze.
Nel 1486 il complesso passa alla comunità maschile degli Umiliati, che intrapresero significative opere di restauro. Dopo lo scioglimento dell'ordine, decretato da papa Pio V nel 1571, chiesa e convento vengono affidati alle Monache Agostiniane del convento di Sant'Urbano, situato sulle pendici del colle Cidneo, che vi si trasferiscono.
Il convento viene definitivamente soppresso nel 1797 e destinato ad accogliere l'Ospedale dei Pazzi, cioè il manicomio maschile, come distaccamento del vicino Ospedale di San Luca, mentre la chiesa viene quasi completamente abbattuta nella seconda metà dell'Ottocento. Nel 1847 la famiglia Bettoni Cazzago acquisisce dall'Ospedale la proprietà degli ambienti del convento superstiti, tra cui le cantine, alcuni portici, le cucine, un cortile e alcuni altri locali di servizio. L'altare maggiore e la balaustra marmorea dell'edificio sacro, scampati alla demolizione, vengono trasferiti rispettivamente nell'oratorio della villa Bettoni a Razone e nella chiesa parrocchiale di Gargnano.
Alla fine del Novecento, il giardino retrostante palazzo Bettoni Cazzago e l'area dello scomparso monastero vengono interessati dal progetto di riqualificazione della corsia del Gambero, progetto che porta all'inaugurazione, nel 1998, di piazza Bruno Boni, ricavata occupando lo slargo da tempo dismesso.

## Architettura
Unico superstite della chiesa è il muro perimetrale che la delimitava a sud, muro che oggi separa il sagrato della chiesa di San Lorenzo da piazza Bruno Boni. La muraglia, aperta solamente dall'ampio portale che permette oggi il passaggio, è caratterizzata da una tessitura caotica di mattoni e conci di pietra locale, chiaramente molto antica. Si scorgono inoltre tracce delle antiche finestre, ormai schermate.
Segno distintivo del reperto è un'incompleta cornice in cotto ad archetti inflessi che orna il perimetro superiore della muraglia sul fronte sud, cornice che evidentemente decorava la linea di gronda del tetto lungo l'imposta delle falde. La cornice, tipicamente quattrocentesca, è riconducibile ai lavori di ammodernamento del complesso promossi dagli Umiliati al loro ingresso nel 1486.

## Opere
La documentazione fornita dalle guide artistiche antiche e dalle incisioni settecentesche relative a questo settore del centro storico contribuisce a delineare un'immagine attendibile della chiesa scomparsa che, pur nelle esigue dimensioni, era impreziosita da diverse opere d'arte.
Giulio Antonio Averoldi, nella sua guida del 1700, annovera la chiesa di Santa Maria Maddalena fra i monumenti cittadini degni di visita, segnalando la presenza di un dipinto di Tommaso Bona con la Vergine annunciata, una copia della Sant'Orsola e le vergini compagne del Moretto, forse eseguita da Luca Mombello, e una pala di Antonio Gandino raffigurante Sant'Apollonia. All'altare maggiore era infine collocata una pala di Francesco Giugno con la Gloria di santa Maria Maddalena, esaltata dallo studioso per gli effetti luministici e la capacità di resa sentimentale. Tutti questi dipinti sono oggi dispersi o perduti.